# Isla Fajardo
Isla Fajardo es el nombre que recibe una isla fluvial del país suramericano de Venezuela, que se localiza en el Río Orínoco justo en la confluencia con el Río Caroní, al norte de ella se encuentra la isla Providencia, mientras que al este se encuentra la Isla Los Frailes. El acceso solo es posible a través de las aguas del río, posee playas que son conocidas entre los locales. Administrativamente hace parte del Municipio Caroní, del Estado Bolívar.
Posee 8 kilómetros de largo por 4 de ancho y una superficie estimada en 10,77 kilómetros cuadrados. El 6 de junio del año 2001, es declarada patrimonio Histórico, Turístico y Cultural del Municipio Caroní. 